# سرسخت (فیلم ۲۰۲۰)
سرسخت (به انگلیسی: Irresistible) یا وسوسه‌انگیز فیلمی محصول سال ۲۰۲۰ و به کارگردانی جان استوارت است. در این فیلم بازیگرانی همچون استیو کرل، کریس کوپر، مک‌کنزی دیویس، توفر گریس، ناتاشا لیون، رز بیرن، ویل ساسو، برنت سکستون، دبرا مسینگ و ویلیام اسمیت ایفای نقش کرده‌اند.